# Vlatko Vuković Kosača
Vlatko (I.) Vuković Kosača (? - ?, prije 18. siječnja 1403.), vojvoda iz velikaške obitelji Kosača. Kao vojvoda spominje se prvi put 1378. godine u povelji kralja i bana Bosne Tvrtka I. Kotromanića Dubrovniku. Godine 1382. zastupao je kralja u pregovorima s Dubrovnikom te ponovno 1388. u pregovorima s dalmatinskim gradovima. Dana 27. kolovoza 1388. godine potukao je Osmanlije kraj Bileće te je za uspjeh nagrađen položajem vojnoga i upravnoga namjesnika u Dalmaciji.
Godine 1389. sudjelovao je u bitci na Kosovu polju, gdje je upravljao lijevim krilom kršćanske vojske. Nakon povratka s Kosova, sukobio se s ugarskom vojskom koja je pustošila Bosnu i porazio je u dvjema bitkama te pošao put Vrane gdje se pridružio snagama Ivaniša Paližne.
Godine 1390. prisilio je dalmatinske gradove Split, Trogir i Šibenik te otoke Hvar, Brač i Korčulu da priznaju vlast bana Bosne Tvrtka I, koji se proglasio hrvatskim kraljem. Poslije Tvrtkove smrti, priznao je njegovog nasljednika Stjepana Dabišu po čijoj je naredbi, zajedno s Pavlom Radinovićem upao na posjede Sankovića, koji su prodali svoj dio Konavala Dubrovčanima. Posjede je proširio na područje istočnog Huma i južnih Konavala (1391). Nećaku Sandalju Hraniću ostavio je znatno proširenu baštinu.

## Vanjske poveznice
- Kosača, Vlatko Vuković  Hrvatska enciklopedija
- Kosače Hrvatski biografski leksikon